# Supercupa Croației
Supercupa Croației (croată Hrvatski nogometni superkup) este competiția fotbalistică de supercupă disputată anual în Croația între campioana din Prva HNL și câștigătoarea Cupei Croației, fiind organizată începând cu anul 1992.
În cazul în care aceeași echipă a câștigat și cupa și campionatul realizând dubla, supercupa nu mai este disputată.
De la înființarea competiției, doi granzi ai Croației Dinamo Zagreb și Hajduk Split au realizat dubla de 9 ori (Dinamo Zagreb 8 și Hajduk Split 1), astfel Supercupa nu s-a ținut în 1995, 1996, 1997, 1998, 2007, 2008, 2009, 2011 și 2012. Suplimentar, supercupa nu a fost disputată în alte trei ocazii din diverse motive - în 1999 Dinamo a refuzat să joace cu Osijek invocând motivul că meciul nu intră în programul său, iar în 2000 și 2001 Hajduk și Dinamo nu au putut conveni asupra regulilor și a formatului confruntării: dintr-o singură sau dublă manșă.
În 2002 Federația Croată de Fotbal a preluat controlul asupra organizării Supercupei făcând-o competiție oficială de singură manșă, cu 30 de minute de timp suplimentar urmate de lovituri de departajare în caz că e nevoie, meciul urmând să se joace cu o săptămână înainte de startul sezonului fotbalistic următor.
Începând cu 2003, meciul are loc pe stadionul clubului care a câștigat campionatul.

## Edițiile

### Legendă
| *             | Meci decis în prelungiri                              |
|               | Meci decis la lovituri de departajare după prelungiri |
| double-dagger | Meci decis prin golul de aur în prelungiri            |
|               | Meci de dublă manșă                                   |

## Rezultate
| An   | Câștigătoare                                           | Scor                                                   | Finalistă                                              | Stadion                                                | Spectatori                                             |
| ---- | ------------------------------------------------------ | ------------------------------------------------------ | ------------------------------------------------------ | ------------------------------------------------------ | ------------------------------------------------------ |
| 1992 | Hajduk Split (1)                                       | 0–0 (aet), (3–1 p)                                     | Inker Zaprešić                                         | Poljud, Split                                          |                                                        |
| 1993 | Hajduk Split (2)                                       | 4–4, 0–0 (a)                                           | Croatia Zagreb                                         | Maksimir, Zagreb; Poljud, Split                        |                                                        |
| 1994 | Hajduk Split (3)                                       | 1–0, 0–1 (aet), (5–4 p)                                | Croatia Zagreb                                         | Poljud, Split; Maksimir, Zagreb                        |                                                        |
| 1995 | HAJDUK SPLIT (a realizat dubla în 1994–95)             | HAJDUK SPLIT (a realizat dubla în 1994–95)             | HAJDUK SPLIT (a realizat dubla în 1994–95)             | HAJDUK SPLIT (a realizat dubla în 1994–95)             | HAJDUK SPLIT (a realizat dubla în 1994–95)             |
| 1996 | N/A (CROATIA ZAGREB a realizat dubla în 1995–96)       | N/A (CROATIA ZAGREB a realizat dubla în 1995–96)       | N/A (CROATIA ZAGREB a realizat dubla în 1995–96)       | N/A (CROATIA ZAGREB a realizat dubla în 1995–96)       | N/A (CROATIA ZAGREB a realizat dubla în 1995–96)       |
| 1997 | N/A (CROATIA ZAGREB a realizat dubla în 1996–97)       | N/A (CROATIA ZAGREB a realizat dubla în 1996–97)       | N/A (CROATIA ZAGREB a realizat dubla în 1996–97)       | N/A (CROATIA ZAGREB a realizat dubla în 1996–97)       | N/A (CROATIA ZAGREB a realizat dubla în 1996–97)       |
| 1998 | N/A (CROATIA ZAGREB a realizat dubla în 1997–98)       | N/A (CROATIA ZAGREB a realizat dubla în 1997–98)       | N/A (CROATIA ZAGREB a realizat dubla în 1997–98)       | N/A (CROATIA ZAGREB a realizat dubla în 1997–98)       | N/A (CROATIA ZAGREB a realizat dubla în 1997–98)       |
| 1999 | N/A (CROATIA ZAGREB (L) AND OSIJEK (C) QUALIFIED)      | N/A (CROATIA ZAGREB (L) AND OSIJEK (C) QUALIFIED)      | N/A (CROATIA ZAGREB (L) AND OSIJEK (C) QUALIFIED)      | N/A (CROATIA ZAGREB (L) AND OSIJEK (C) QUALIFIED)      | N/A (CROATIA ZAGREB (L) AND OSIJEK (C) QUALIFIED)      |
| 2000 | N/A (DINAMO ZAGREB (L) AND HAJDUK SPLIT (C) QUALIFIED) | N/A (DINAMO ZAGREB (L) AND HAJDUK SPLIT (C) QUALIFIED) | N/A (DINAMO ZAGREB (L) AND HAJDUK SPLIT (C) QUALIFIED) | N/A (DINAMO ZAGREB (L) AND HAJDUK SPLIT (C) QUALIFIED) | N/A (DINAMO ZAGREB (L) AND HAJDUK SPLIT (C) QUALIFIED) |
| 2001 | N/A (HAJDUK SPLIT (L) AND DINAMO ZAGREB (C) QUALIFIED) | N/A (HAJDUK SPLIT (L) AND DINAMO ZAGREB (C) QUALIFIED) | N/A (HAJDUK SPLIT (L) AND DINAMO ZAGREB (C) QUALIFIED) | N/A (HAJDUK SPLIT (L) AND DINAMO ZAGREB (C) QUALIFIED) | N/A (HAJDUK SPLIT (L) AND DINAMO ZAGREB (C) QUALIFIED) |
| 2002 | Dinamo Zagreb (1)                                      | 3–2 ‡                                                  | NK Zagreb                                              | Maksimir, Zagreb                                       | 10,000                                                 |
| 2003 | Dinamo Zagreb (2)                                      | 4–1                                                    | Hajduk Split                                           | Maksimir, Zagreb                                       | 7,000                                                  |
| 2004 | Hajduk Split (4)                                       | 1–0                                                    | Dinamo Zagreb                                          | Poljud, Split                                          | 17,000                                                 |
| 2005 | Hajduk Split (5)                                       | 1–0 *                                                  | Rijeka                                                 | Poljud, Split                                          | 20,000                                                 |
| 2006 | Dinamo Zagreb (3)                                      | 4–1                                                    | Rijeka                                                 | Maksimir, Zagreb                                       | 15,000                                                 |
| 2007 | N/A (DINAMO ZAGREB a realizat dubla în 2006–07)        | N/A (DINAMO ZAGREB a realizat dubla în 2006–07)        | N/A (DINAMO ZAGREB a realizat dubla în 2006–07)        | N/A (DINAMO ZAGREB a realizat dubla în 2006–07)        | N/A (DINAMO ZAGREB a realizat dubla în 2006–07)        |
| 2008 | N/A (DINAMO ZAGREB a realizat dubla în 2007–08)        | N/A (DINAMO ZAGREB a realizat dubla în 2007–08)        | N/A (DINAMO ZAGREB a realizat dubla în 2007–08)        | N/A (DINAMO ZAGREB a realizat dubla în 2007–08)        | N/A (DINAMO ZAGREB a realizat dubla în 2007–08)        |
| 2009 | N/A (DINAMO ZAGREB a realizat dubla în 2008–09)        | N/A (DINAMO ZAGREB a realizat dubla în 2008–09)        | N/A (DINAMO ZAGREB a realizat dubla în 2008–09)        | N/A (DINAMO ZAGREB a realizat dubla în 2008–09)        | N/A (DINAMO ZAGREB a realizat dubla în 2008–09)        |
| 2010 | Dinamo Zagreb (4)                                      | 1–0                                                    | Hajduk Split                                           | Maksimir, Zagreb                                       | 8,000                                                  |
| 2011 | N/A (DINAMO ZAGREB a realizat dubla în 2010–11)        | N/A (DINAMO ZAGREB a realizat dubla în 2010–11)        | N/A (DINAMO ZAGREB a realizat dubla în 2010–11)        | N/A (DINAMO ZAGREB a realizat dubla în 2010–11)        | N/A (DINAMO ZAGREB a realizat dubla în 2010–11)        |
| 2012 | N/A (DINAMO ZAGREB a realizat dubla în 2011–12)        | N/A (DINAMO ZAGREB a realizat dubla în 2011–12)        | N/A (DINAMO ZAGREB a realizat dubla în 2011–12)        | N/A (DINAMO ZAGREB a realizat dubla în 2011–12)        | N/A (DINAMO ZAGREB a realizat dubla în 2011–12)        |
| 2013 | Dinamo Zagreb (5)                                      | 1–1 (4–1 p)                                            | Hajduk Split                                           | Maksimir, Zagreb                                       | 12,000                                                 |

## Performanță după lcub
| Club           | Trofee | Finale |
| -------------- | ------ | ------ |
| Dinamo Zagreb  | 5      | 3      |
| Hajduk Split   | 5      | 3      |
| Rijeka         | 0      | 2      |
| Inter Zaprešić | 0      | 1      |
| NK Zagreb      | 0      | 1      |

## Detaliile meciurilor

### 2002
| Dinamo Zagreb                    | 3 – 2 (a.e.t.) | NK Zagreb               |
| -------------------------------- | -------------- | ----------------------- |
| Marić 1' Zahora 41' Petrović 92' | Report hr      | Samardžić 17' Krpan 30' |

### 2003
| Dinamo Zagreb                                   | 4 – 1     | Hajduk Split    |
| ----------------------------------------------- | --------- | --------------- |
| Tomić 30' Sedloski 48' Eduardo 75' Zahora 90+2' | Report hr | T. Rukavina 23' |

### 2004
| Hajduk Split | 1 – 0     | Dinamo Zagreb |
| ------------ | --------- | ------------- |
| Blatnjak 49' | Report hr |               |

### 2005
| Hajduk Split  | 1 – 0 (a.e.t.) | Rijeka |
| ------------- | -------------- | ------ |
| Kranjčar 103' | Report hr      |        |

### 2006
| Dinamo Zagreb                               | 4 – 1     | Rijeka    |
| ------------------------------------------- | --------- | --------- |
| Etto 20' Modrić 40' Eduardo 62' (pen.), 67' | Report hr | Bolić 51' |

### 2010
| Dinamo Zagreb | 1 – 0     | Hajduk Split |
| ------------- | --------- | ------------ |
| Bišćan 77'    | Report hr |              |

### 2013
| Dinamo Zagreb                       | 1 – 1 (d.p.) | Hajduk Split                    |
| ----------------------------------- | ------------ | ------------------------------- |
| Čop 34'                             | Report hr    | Caktaš 76' (pen.)               |
| Šimunić · Čop · Halilović · Antolić | 4 – 1        | Vršajević · Jozinović · Tomičić |